# Эльгудин, Леонид Вениаминович
Леонид Вениаминович Эльгудин (1925—1997) — сельскохозяйственный деятель, участник Великой Отечественной войны, Герой Социалистического Труда (1976).

## Биография
Леонид Эльгудин родился 1 апреля 1925 года в городе Климовичи Могилёвской области Белорусской ССР. Окончил семилетнюю школу, после чего работал бурильщиком на шахте в Ташкентской области. В 1943 году Эльгудин был призван на службу в Рабоче-крестьянскую Красную Армию. В 1944 году он окончил Марыйское артиллерийское училище. Участвовал в освобождении Варшавы, боях за Берлин и рейхстаг. После окончания войны Эльгудин был уволен в запас.

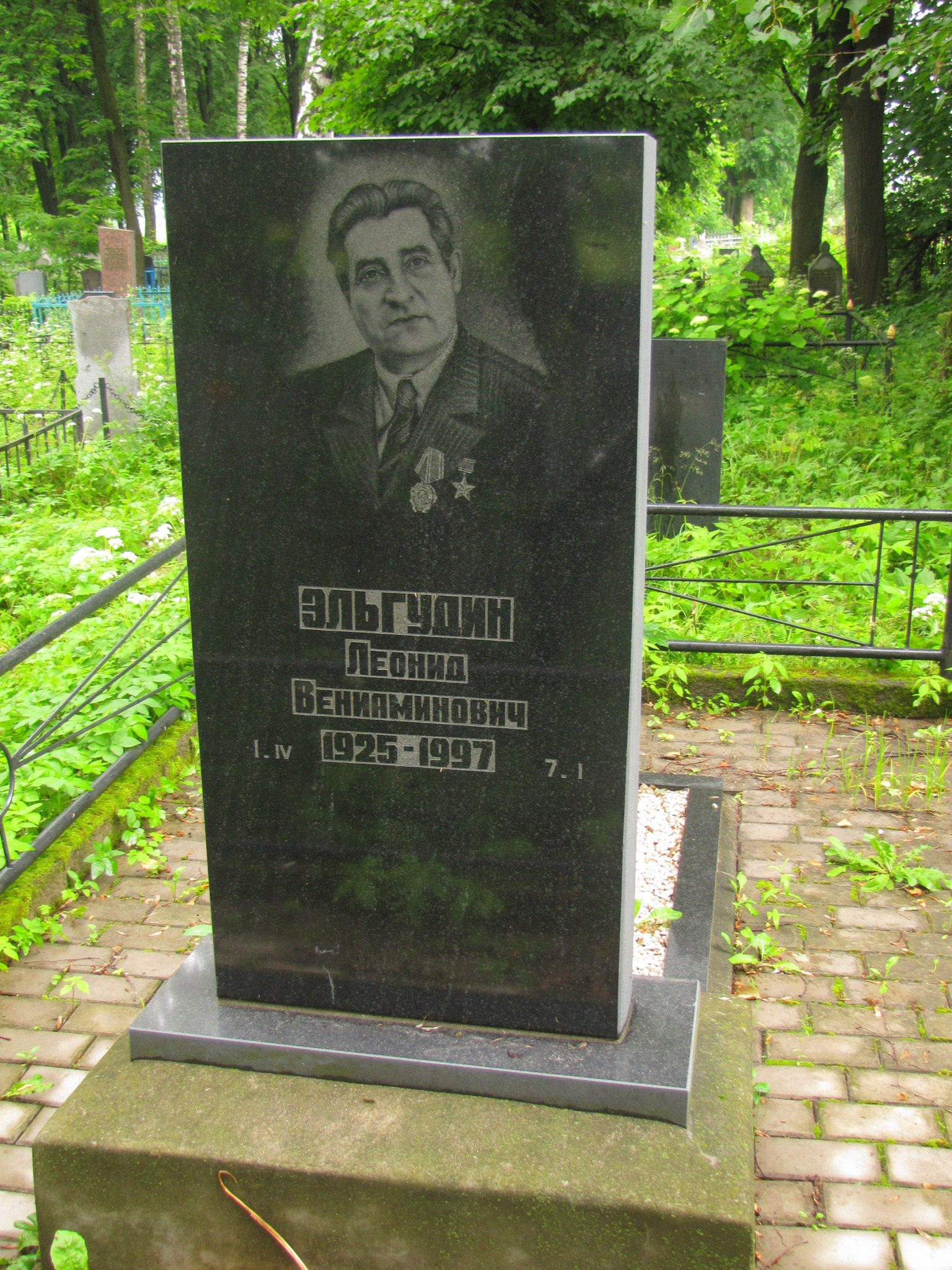
Могила Эльгудина в Рославле.

С 1947 года проживал в Рославле, находился на комсомольских должностях, пройдя путь до секретаря Рославльского горкома ВЛКСМ. В 1954 году Эльгудин окончил вечернее отделение Рославльского техникума железнодорожного транспорта.
В марте 1955 года добровольно по партийному призыву поехал в деревню и возглавил отстающий колхоз «Свободный путь», а в 1957 году стал председателем колхоза «Советская Армия», которым руководил до момента своего выхода на пенсию. За годы руководства колхозом Эльгудина он выбился в один из лучших в Смоленской области.
Указом Президиума Верховного Совета СССР от 23 декабря 1976 года за «выдающиеся успехи в развитии сельского хозяйства, проявленную трудовую доблесть» Леонид Эльгудин был удостоен высокого звания Героя Социалистического Труда с вручением ордена Ленина и медали «Серп и Молот».
Умер действующим председателем 7 января 1997 года, похоронен на Еврейском кладбище Рославля.
Заслуженный работник сельского хозяйства Российской Федерации. Был также награждён двумя орденами Отечественной войны 2-й степени, двумя орденами Трудового Красного Знамени, рядом медалей.